# Герр
Герр (Γέρρος) — 1) за Геродотом (кн. IV, 19, 20, 56), назва сьомої річки Скіфії (див. Скіфи). Ідентифікація Герри ускладнена через заплутаність згадок про неї: вона прямує до моря, але вливається в Гіпакір, поділяє землі скіфів на землі кочовиків та царських скіфів, але знаходиться в місцевості Герри у верхів'ях Борисфена за 40 днів плавання від гирла. Численні дослідники пов'язували Герру із річками Ворскла, Самара, Білозірка (притоки Дніпра), Інгул (притока Південного Бугу), Токмак (нині р. Молочна, впадає в Азовське море) та ін. Найбільш прийнятними варіантами ототожнення Герри вважаються річки Молочна (Токмак) та Кінська (притока Дніпра). За Птолемеєм (III, 5, 12), Герр впадає в Меотіду;
2) Герр, або Герри — місцевість, згадувана Геродотом (IV, 53, 71) як потаємне місце поховання скіфських царів, поховальний та культовий центр Скіфії в архаїчні часи. Певної локалізації не має. За однією з останніх версій Герр вважається легендарною країною.